# Костюченко, Елена Геннадьевна
Еле́на Генна́дьевна Костюче́нко (род. 25 сентября 1987, Ярославль, СССР) — российская журналистка, писательница, активистка ЛГБТ-движения. С 2005 года — специальный корреспондент отдела информации «Новой газеты».

## Карьера в журналистике
Елена Костюченко начала заниматься журналистикой во время учёбы в старших классах школы. Первые публикации — в ярославской областной газете «Северный край». По её собственным словам, в этот момент на неё большое влияние оказали статьи Анны Политковской, впечатление от которых было настолько сильным, что Елена решила в будущем устроиться на работу в «Новую газету».
В 2004 году окончила с отличием (золотой медалью) ярославскую школу № 49 и переехала в Москву, поступив на факультет журналистики МГУ им. М.В.Ломоносова. В 2005 году устраивается на работу в «Новую газету» специальным корреспондентом. Предпочитает заниматься расследовательской журналистикой. Подробно писала про массовое убийство в станице Кущёвской и дело Pussy Riot.
Работая в «Новой газете», осенью 2008 года Костюченко попыталась внедриться в организацию тренингов личностного роста «Роза Мира». Не предупредив редакцию «Новой газеты», она занялась расследованием в связи с самоубийством фотомодели Русланы Коршуновой, которая ранее посещала эти тренинги. Это привело к непредсказуемым последствиям — после посещения четырёх занятий в тренинговом центре, всё кончилось для самой журналистки тяжёлой депрессией и госпитализацией в клинику неврозов, а материал тогда так и не был опубликован, а вышел в свет лишь в мае 2019 года, когда Костюченко рассказала об этом на своей странице в Facebook и редакции «Сноб».
В 2010 году Елена Костюченко вместе с фотокорреспонденткой Анной Артемьевой выпустила специальный репортаж «Нам здесь жить» о массовом убийстве в станице Кущёвской. В тексте из трёх частей рассказано о становлении банды цапков, их преступлениях и покрывательстве со стороны государства. Костюченко продолжила освещать суды над Цапками и последствия для местных жителей.
В 2010—2012 годах Костюченко и Артемьева делают репортажи о жителях деревень вдоль трассы «Сапсана», о подростках, живущих в заброшенной Ховринской больнице, об уличных проститутках, о дезоморфиновых наркоманах. Эти и другие тексты будут позже изданы в сборнике «Условно ненужные».

Маленькая хрупкая девушка Елена Костюченко — экстремальная журналистка. Мафиози из Кущёвки, избиения в Химках, уличные проститутки — её темы.— Александр Литой, газета «РБК daily»
Елена Костюченко первой из журналистов прорвала информационную блокаду вокруг событий в городе Жанаозен 16 декабря 2011 года.
В 2012 году Костюченко подробно писала о суде над Pussy Riot.
В 2014 участвовала в расследовании о россиянах, погибших 26 мая в бою за Донецкий аэропорт. В марте 2015 года было опубликовано интервью Костюченко с российским танкистом, который был командирован сражаться за Дебальцево. Это интервью имеет почти 2 миллиона просмотров на сайте «Новой газеты». Костюченко вела репортажи с места боевых действий на Украине.
1 сентября 2016 года Костюченко освещала несанкционированную акцию шести женщин, потерявших родственников в теракте в Беслане, и прошедший в тот же день суд над ними (они были признаны виновными в административных правонарушениях). Документальная пьеса Костюченко «Новая Антигона», скомпонованная из фрагментов протоколов заседаний, её собственного текста и интермедий из «Антигоны» Софокла, была в 2017 году поставлена Еленой Греминой в Театре.doc.
В 2018 году проходила стажировку в американском Институте Гарримана как стипендиат Фонда Пола Хлебникова.
В 2022 году освещала вторжение России на Украину. 25 февраля въехала из Польши, через Львов приехала на юг Украины, где сделала репортажи в Одессе, Николаеве и занятом российскими войсками Херсоне. Репортаж Костюченко из Николаева был опубликован в цензурированном виде из-за принятого в России «закона о фейках». В Херсоне сообщила о наличии секретной тюрьмы на ул. Теплоэнергетиков, 3, оборудованной в здании бывшего СИЗО российскими военными. По собственным словам, при попытке поехать в Мариуполь Костюченко получила ряд предупреждений о том, что у находящихся на блокпостах к городу кадыровцев есть приказ убить её, и от поездки пришлось отказаться. После приостановки работы «Новой газеты» репортажи Елены Костюченко были переопубликованы в издании Meduza, где она начала работать. В ночь на 2 апреля Лена выехала с Украины в Германию в очень плохом, с её слов, состоянии: вши, свинка, ПТСР. Друзья, девушка Лены — Яна — заботились о ней, помогали восстановиться. 9 апреля 2022 года Елена сообщила о намерении вернуться в Россию, но по настоянию главного редактора «Новой газеты» Дмитрия Муратова из-за возможной угрозы жизни осталась в Германии.
В октябре 2022 года была предположительно отравлена в Мюнхене неизвестным веществом. Согласно публикации The Insider, это отравление стало частью серии отравлений уехавших журналисток и активисток в Европе.

## Участие в ЛГБТ-движении
Елена Костюченко — открытая лесбиянка. В 2011 году, перед тем как принять участие в гей-параде, опубликовала обращение к общественности под заголовком «Почему я сегодня иду на гей-парад», в котором резко высказалась против гомофобии и дискриминации геев и лесбиянок, потребовала равноправия для сексуальных меньшинств. Этот пост набрал более 10 тысяч комментариев, что является одним из рекордов для российского сегмента интернета. Во время акции 28 мая на Елену напал мужчина из числа так называемых православных активистов (Роман Лисунов) и ударил её по лицу. После этого инцидента её госпитализировали с подозрением на сотрясение мозга, но в больнице был поставлен диагноз «баротравма».
По инициативе Елены Костюченко в 2012—2013 годах у стен Госдумы четырежды проводилась акция «День поцелуев», во всех случаях манифестации были приурочены к рассмотрению парламентом России законопроекта о запрете «пропаганды гомосексуализма» (в окончательном чтении — «пропаганды нетрадиционных сексуальных отношений среди несовершеннолетних»).

## Личная жизнь
Является открытой лесбиянкой. В марте 2024 года вступила в брак с журналисткой издания «Такие дела» Яной Кучиной.

## Военные репортажи
- «Мы сейчас — как Польша в 39 году» (граница с Польшей)
- «Боже мой, у меня когда-то была жизнь, я её жила и любила» (Одесса)
- Николаев
- Херсон

## Награды
- Премия 2-й степени конкурса молодых журналистов «Ступень к успеху» (2007)[3].
- Премия имени Герда Буцериуса «Свободная пресса Восточной Европы» (2013). Номинировали журналиста: Илья Кригер, редактор издательства Corpus, Норвежский Хельсинкский комитет и фонд Human Rights House Foundation[2].
- Премия «Свобода» (2013) — за освещение протестов в Мангистауской области Казахстана[1].
- Премия имени Андрея Сахарова «За журналистику как поступок» (2015)[42].
- Премия имени Ахмеднаби Ахмеднабиева, 2 место (2015) — за репортаж «Сны Беслана»[43].
- Премия Европейской прессы[англ.] в номинации «Выдающийся репортаж» за статью «Ваш муж добровольно пошел под обстрел» (2015)[44].
- Три премии Открытой России «Профессия — журналист»: 
  - совместно с Юрием Козыревым в номинации «Репортаж» за репортаж «Боги болот никого не отпустят» (2016)[45],
  - совместно с Юрием Козыревым в номинации «История / Репортаж» за репортаж «Это шторм. Прямой репортаж из „красной зоны“ 52-й клинической больницы Москвы» (2020)[46],
  - совместно с Юрием Козыревым в номинации «История / Репортаж» за репортаж «Интернат. В закрытых психоневрологических заведениях сегодня живут 177 тысяч россиян. Большинство из них там и умрут. Елена Костюченко и Юрий Козырев провели несколько недель в ПНИ» (2021)[47].
- Пять ежемесячных журналистских премий «Редколлегия»:
  - в мае 2017 года за статью «„Вы его убьете или мы его убьем. Выбирайте, что лучше“. Монолог гомосексуала, сбежавшего из Чечни»[48];
  - в апреле 2020 года за статью «Это шторм» (совместно с Юрием Козыревым);
  - в декабре 2020 года за статью «Ночь, день, ночь» о борьбе с эпидемией COVID-19 (совместно с Юрием Козыревым);
  - в мае 2021 года за статью «Интернат» о психоневрологических заведениях (совместно с Юрием Козыревым);
  - в марте 2022 года за статью «Херсон» о жизни в оккупированном российскими войсками Херсоне.
- Премия «Камертон» имени Анны Политковской (2020)[49].
- Публицистическая премия «ЛибМиссия» в номинации «Публицистика» за крупный цикл содержательных публикаций в СМИ — «за журналистское мастерство и последовательное отстаивание человеческого достоинства перед лицом политического, бюрократического, социального произвола. Премия присуждена за цикл статей в "Новой газете"» (2021)[50][51].
- Премия Московской Хельсинкской группы За журналистскую деятельность по продвижению ценностей прав человека (2022).
- Книжная премия[вд] Пушкинского Дома[52] (2024).